# Zračna luka Asaluje
Zračna luka Asaluje (IATA kod: YEH, ICAO kod: OIBI) smještena je nedaleko od grada Asaluje u južnom dijelu Irana odnosno Bušeherskoj pokrajini. Nalazi se na nadmorskoj visini od 5 m. Zračna luka ima jednu asfaltiranu uzletno-sletnu stazu dužine 3604 m, a koristi se za tuzemne letove. Od 2006. godine svi međunarodni letovi preusmjereni su u novoizgrađenu Zračnu luku Perzijski zaljev koja je udaljena 16 km. Zračni prijevoznici koji nude redovne letove u ovoj zračnoj luci uključuju Iran Air (iz/u: Teheran-Mehrabad), Kish Air (iz/u: Tabriz, Teheran-Mehrabad), Mahan Air (iz/u: Kermanšah) i Iranian Naft Airlines (iz/u: Ahvaz, Mahšaher).

## Vanjske poveznice
- (engl.) [neaktivna poveznica]
- (engl.) DAFIF, Great Circle Mapper: YEH